# 沃斯科達溫齊 (克拉西利夫區)
49°37′31″N 26°53′27″E / 49.62528°N 26.89083°E
沃斯科達溫齊（烏克蘭語：Воскодавинці）是位於烏克蘭西部的村莊，由赫梅利尼茨基州裡赫梅利尼茨基區的克拉西利夫市鎮負責管轄。該村面積1.14平方公里，海拔高度327米，2001年人口343，人口密度每平方公里301.9人。